# Willy den Turk
Willy den Turk   (Rotterdam, 3 d'abril de 1908 - Rotterdam, 19 de juny de 1937) va ser una nedadora neerlandesa que va competir durant la dècada de 1920.
El 1927, al Campionat d'Europa de natació, guanyà la medalla d'or en els 100 metres esquena i la medalla de plata en els 4×100 metres lliures. El mateix any va establir un rècord mundial en els 100 metres esquena. Aquest era el primer rècord mundial neerlandès en una prova d'esquena i fou millorat per una altra nedadora neerlandesa, Marie Braun.
Den Turk va ser seleccionada per disputar els 100 metres esquena i els 4×100 metres lliures dels Jocs Olímpics de 1928, però va haver de retirar-se per culpa d'una lesió al peu.< Poc després es va retirar i es va casar amb Henri Emil Lagerman el 1930. Va morir d'una malaltia sobtada amb tan sols 29 anys.